# Moufida Bourguiba

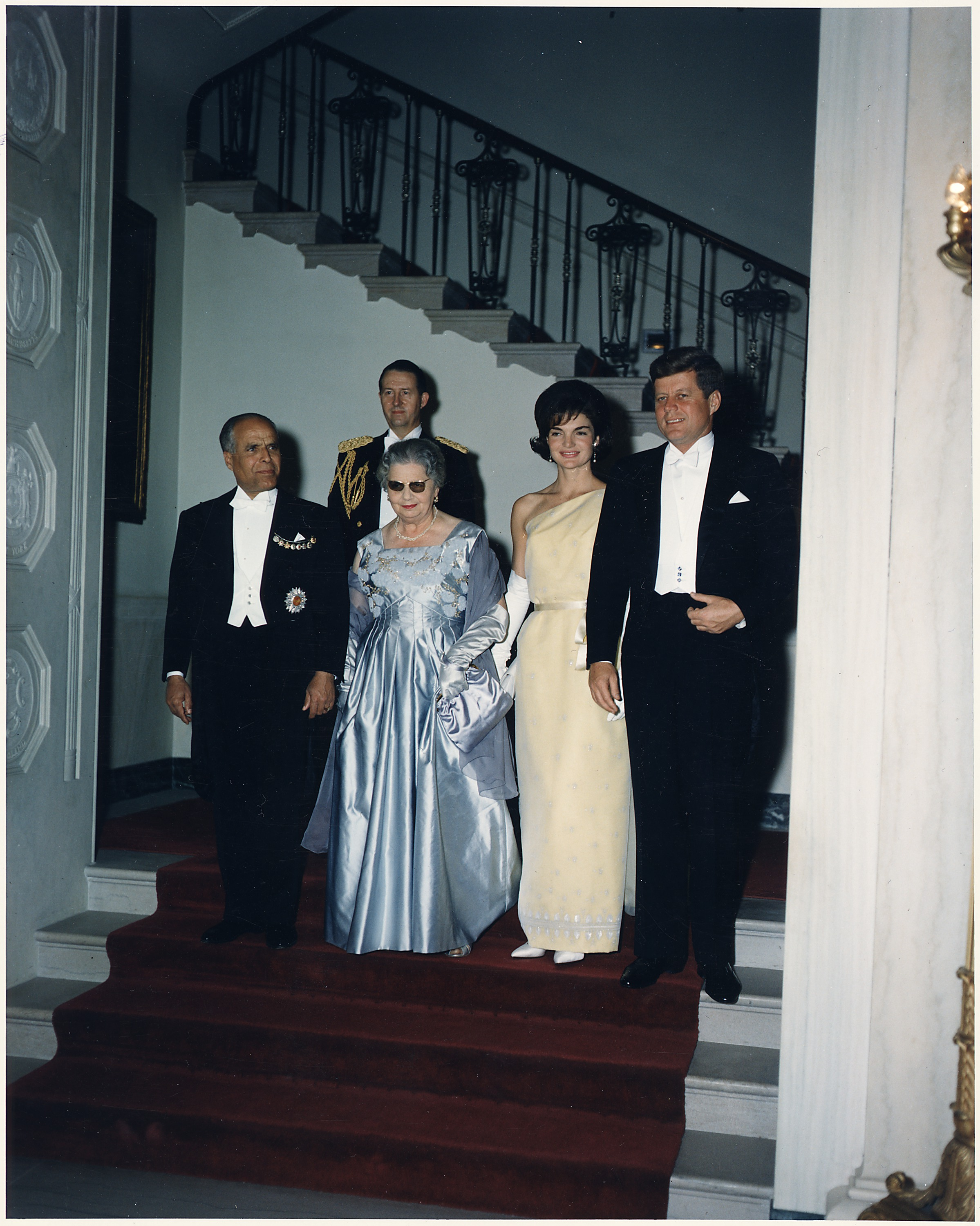
Habib và Moufida Bourguiba trong chuyến viếng thăm Nhà Trắng năm 1961 cùng John và Jacqueline Kennedy.

Moufida Bourguiba (مفيدة بورقيبة), (sinh Mathilde Lorrain) (24 tháng 1 năm 1890 tại Saint-Maur-des-Fossés Pháp - ngày 15 tháng 11 năm 1976 tại Monastir) là người vợ đầu tiên của Chủ tịch Tunisia, Habib Bourguiba, và khai mạc Đệ nhất phu nhân của Tunisia từ năm 1957 đến 1961. Bà mất vào ngày 15 tháng 11 năm 1976 ở tuổi 86.

## Tiểu sử
Mathilde Lorrain được sinh ra ở Pháp vào năm 1890 tại Saint-Maur-des-Fossés, Val-de-Marne. Bà kết hôn với một sĩ quan Pháp, Đại tá le Fras, người đã bị giết vào cuối Thế chiến thứ nhất vào ngày 11 tháng 11 năm 1918. Bà gặp Habib Bourguiba vào năm 1925 khi ông đang học luật tại Đại học Paris. Con trai duy nhất của họ, cũng là Habib, sinh vào tháng 4 năm 1927 và họ kết hôn vào tháng 8 năm 1927. 
Sau khi độc lập, bà chuyển sang đạo Hồi và lấy tên là "Moufida" vào ngày 25 tháng 10 năm 1958.  Chồng bà đã trao cho bà một số danh hiệu nhưng bà được cho là đã nói rằng bà chỉ làm mọi việc cho anh và đất nước anh.
Hai người ly dị vào năm 1961. Bà qua đời ở Monastir năm 1976. Chồng bà tái hôn Wassila Ben Ammar.